# Carnuntum

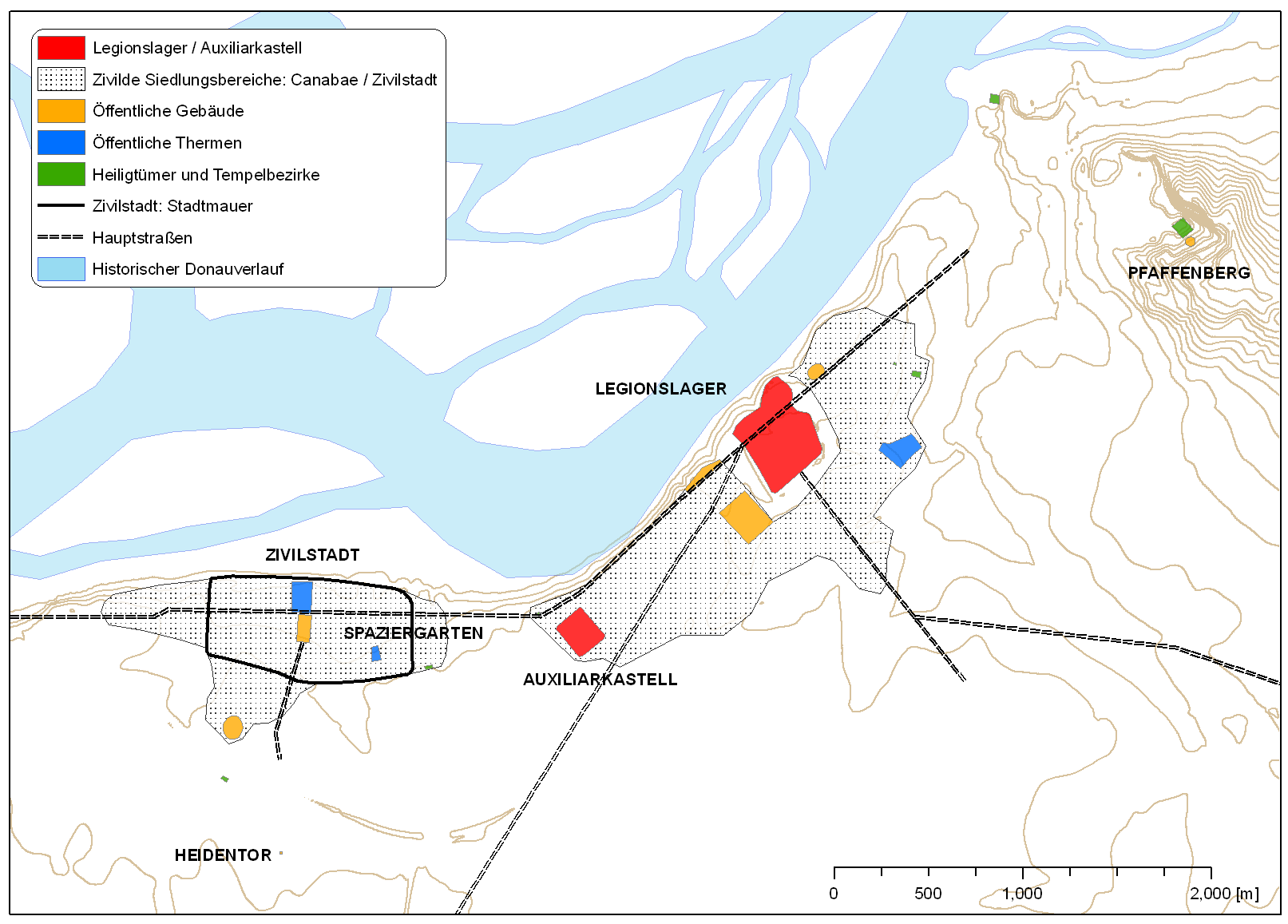
Karta över Carnuntum

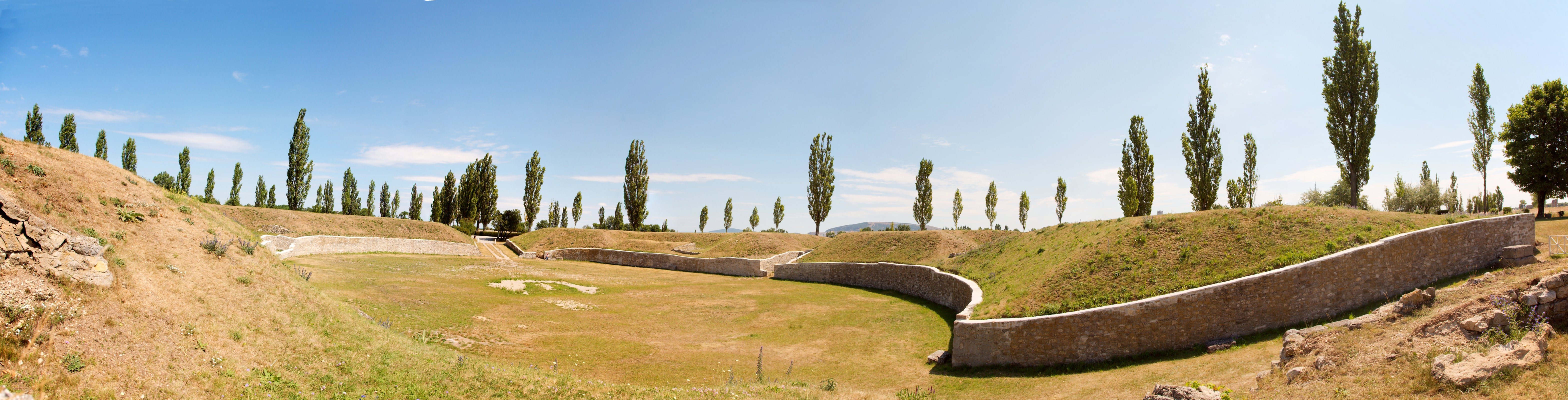
Amfiteater

Carnuntum var huvudstad i den romerska provinsen Pannonien. Nära staden fanns även flera stora militära förläggningar. Ruinerna efter staden och legionslägret som utgör en arkeologipark är belägna i det österrikiska förbundslandet Niederösterreich vid floden Donau cirka 40 kilometer öster om Wien, mellan orterna Bad Deutsch-Altenburg och Petronell.

## Historik
I antika källor omnämns Carnuntum för första gången år 6 e.Kr.. Då upprättades ett vinterläger för en romersk här som skulle bekämpa markomannerna på andra sidan Donau. Mellan åren 40 och 50 förflyttade den romerska legionen XV Apollinaris sitt fasta läger dit. Runt lägret uppstod så småningom ett samhälle. Cirka 1,2 kilometer sydväst om legionslägret upprättades ytterligare ett militärt läger för en kavallerienhet mot slutet av århundradet.
Väster om förläggningarna, vid vägen mot Vindobona (Wien), uppstod en civil stad som upphöjdes till municipium av kejsar Hadrianus (117-138). Senast vid delningen av provinsen Pannonien i Pannonia superior och Pannonia inferior under kejsar Trajanus (98–117 e.Kr.) låg sätet för ståthållaren i Carnuntum. 
På 100-talet växte staden. Under den romerska offensiven mot germanska stammar norr om Donau vistades kejsar Marcus Aurelius (161–180) i Carnuntum i tre år. År 193 utropades den pannoniska ståthållaren Septimus Severus till kejsare i Carnuntum. Under hans regentskap upplevde Carnuntum en ekonomisk blomstringstid. Vid den här tiden fick staden honörstiteln colonia. I mitten av 200-talet utropades Regalianus av de pannoniska trupperna till kejsare, men mördades kort därpå. Större delen av hans mynt hittades senare i Carnuntum. År 308 ägde en kejsarkonferens under ledningen av den då abdikerade kejsaren Diocletianus rum i Carnuntum.
I mitten på 300-talet drabbades staden av en stor jordbävning. När kejsar Valentinianus I (364–375) kom till Carnuntum beskrev den romerske författaren Aminianus Marcellinus den förr i tiden blomstrande provinshuvudstaden som en smutsig håla. Mot slutet av århundradet var stora delar av civilstaden obebodda fast det fortfarande genomfördes större byggprojekt som t.ex. Heidentor (hedningsporten) söder om staden. Civilbefolkningen lämnade staden och flyttade till legionslägret som uppgavs i mitten på 400-talet.

## Utgrävningar

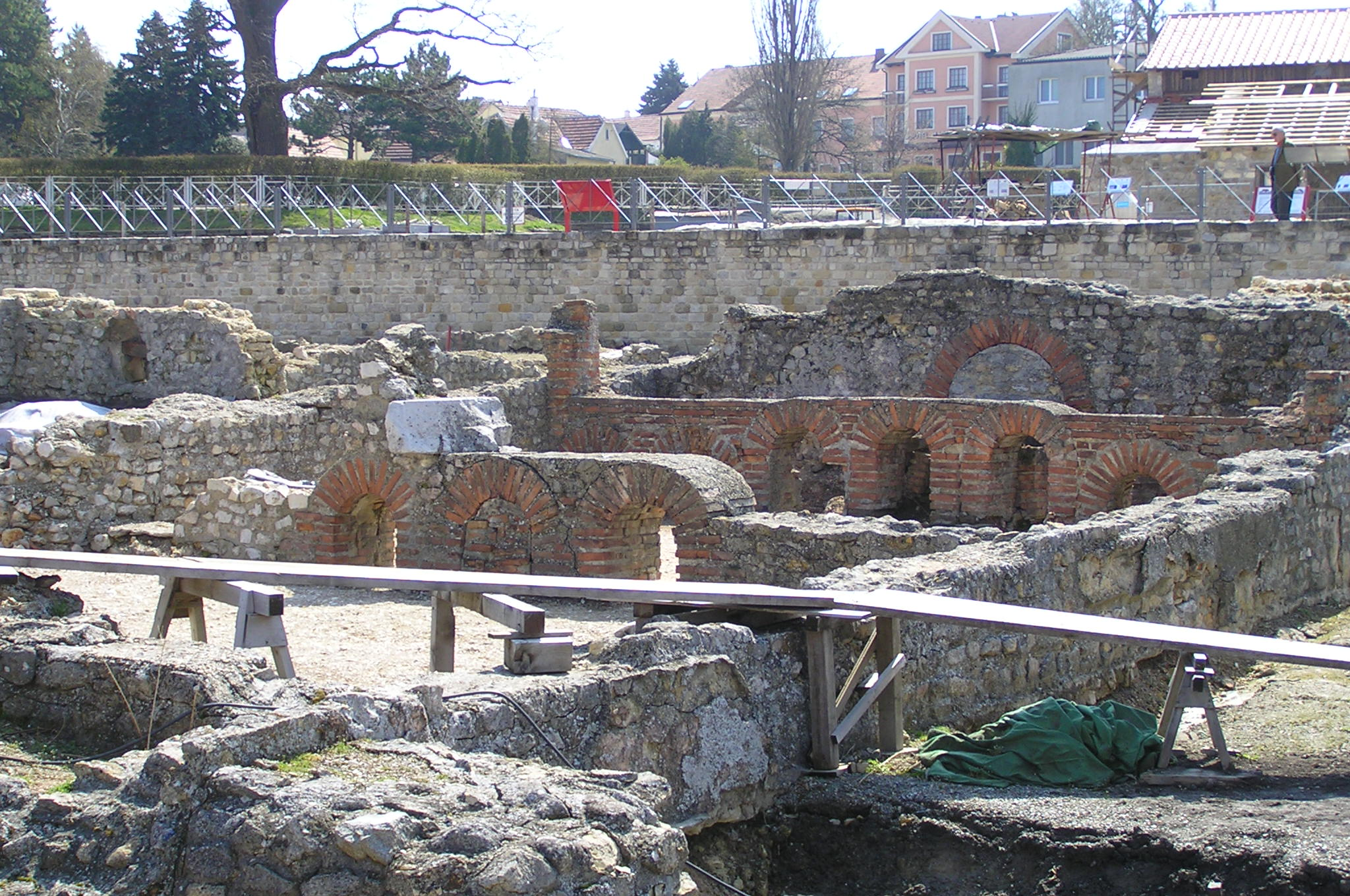
Termerna

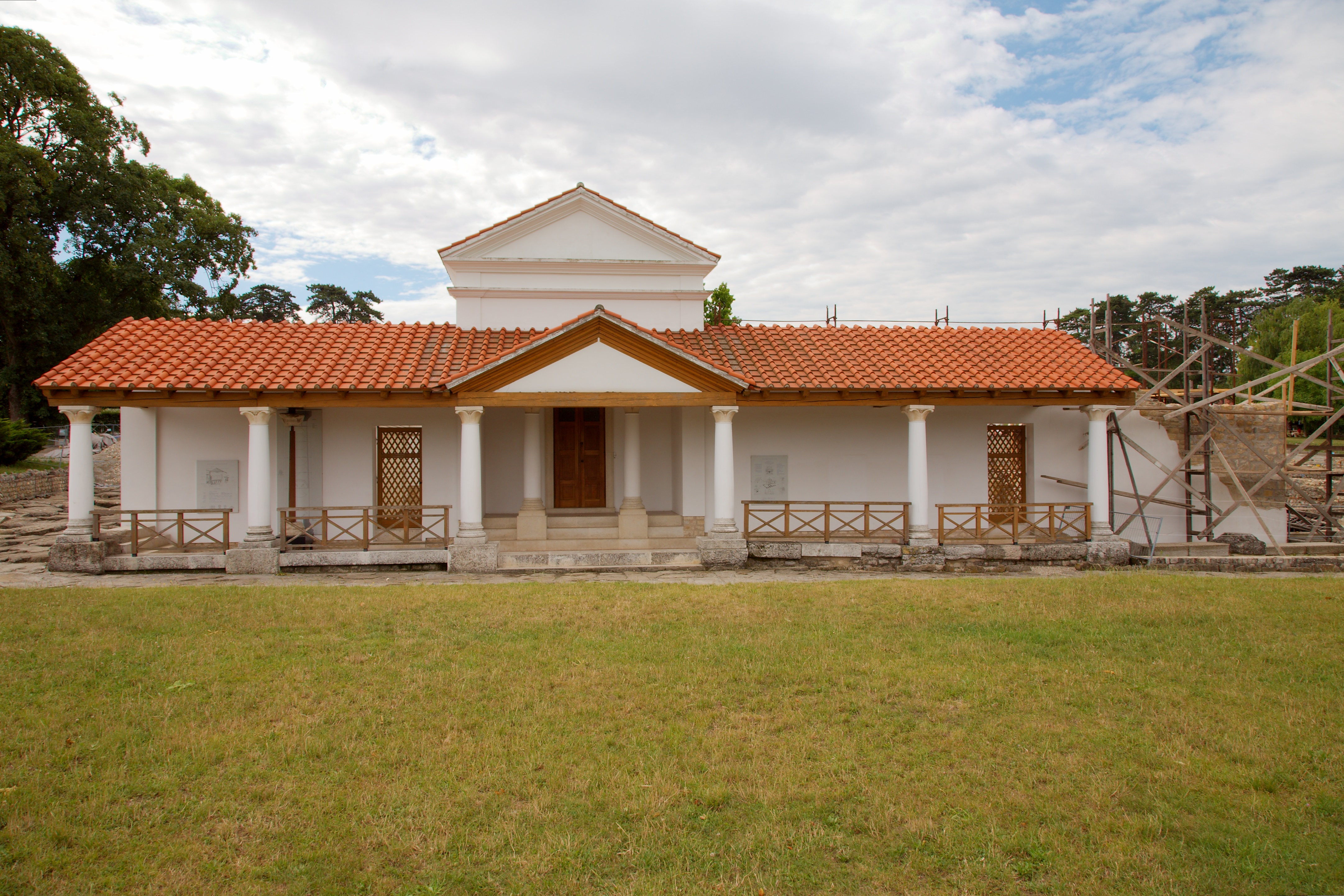
Rekonstruerad villa

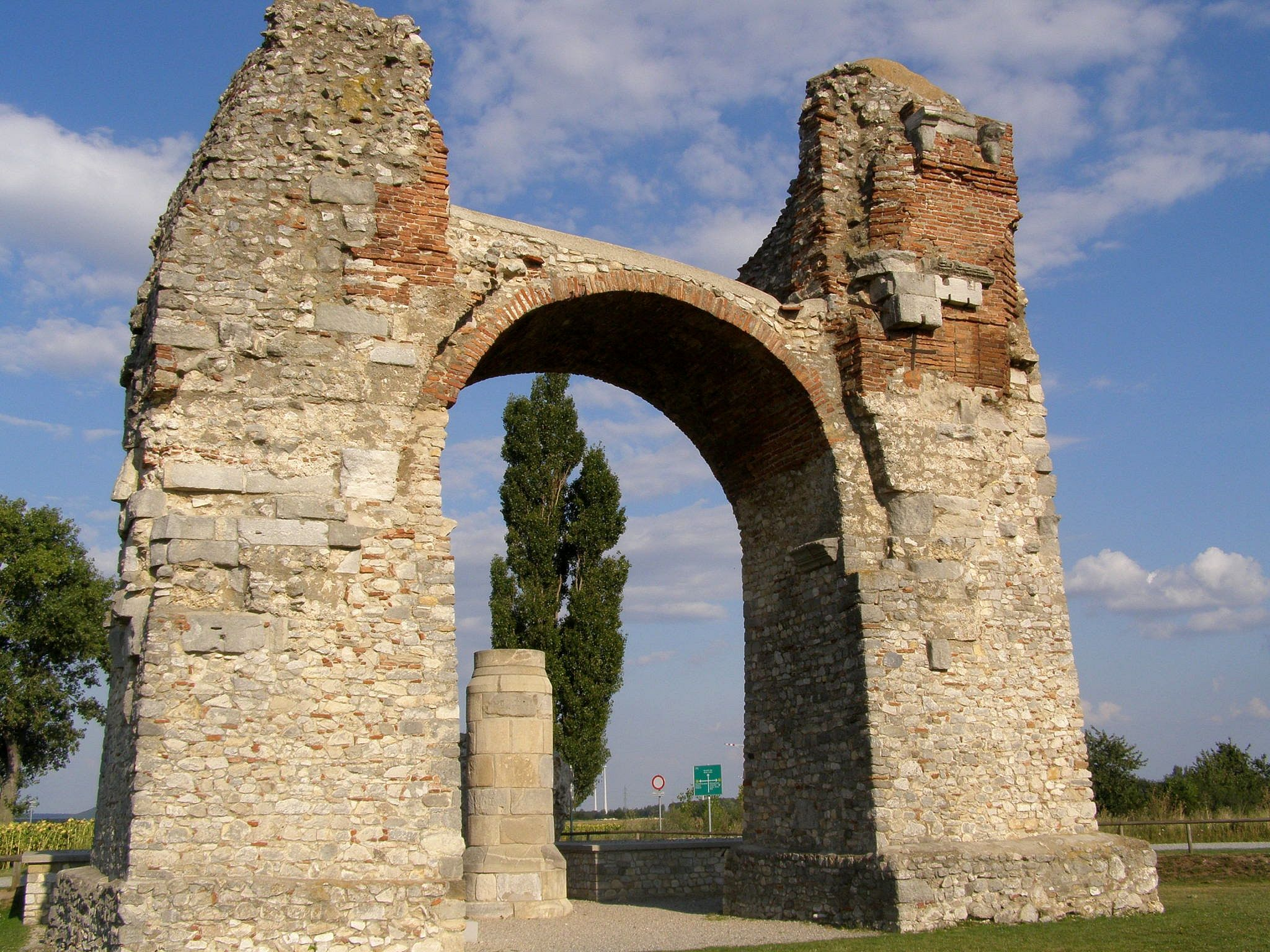
Heidentor, rester efter en triumfbåge?

Området är i stora delar icke-bebyggt lantbruksområde vilket gynnar stora arkeologiska projekt. Dock användes de gamla ruinerna fram till 1800-talet som stenbrott. Först 1850 påbörjades utgrävningar där man i första hand letade efter romerska föremål. 1877 inleddes omfattande arkeologiska undersökningar som först koncentrerade sig mest på legionslägret. Fr o m 1950-talet ägnades även civilstaden större uppmärksamhet. 
Området består av flera platser:
- Legionslägret med omgivande legionsstad (Canabae legionis)
- Kavallerikastellet 1,2 km sydväst om legionslägret
- Civilstaden Carnunutum väster om legionslägret
- Tempelområdet på Pfaffenberg vid stadens östkant
- Heidentor, 900 m söder om Carnuntum

### Legionslägret
Lägret upprättades av den romerska legionen XV Apollinaris på 50-talet. På 90-talet avlöstes den av legionen XIIII Gemina som stannade där i trehundra år till sammanbrottet kring 430. Carnuntum var även bas för den romerska Donauflottan.
Vid utgrävningarna mellan 1877 och 1914 frilades den största delen av det 18 hektar stora legionslägret. Lägret som har en oregelbunden planritning är omgivet av befästningsdiken och bildar en tydlig platå i omgivningen. Den norra delen har glidit ner mot Donau. Vad som grävts ut är manskapsbostäderna, stabsbyggnaderna (principia och praetorium), tre av sex officersbostäder, lasarettet samt tre större ekonomibyggnader. 
Lägret var på tre sidor omgiven av lägerstaden (Canabae legionis) där handels- och nöjeskvarter samt tempeldistriktet låg. Lägerstaden låg längs tre viktiga vägar:
- Limesvägen som korsade legionslägret under namnet via principalis och gick längs Donau västerut mot civilstaden
- Vägen mot grannkastellet Gerulata i öster
- Bärnstensvägen som lämnade lägret via västporten och gick sydvästerut mot Italien

Lägerstadens ekonomiska centrum var forum, belägen utanför legionslägrets sydvästra sida. Utanför lägrets nordöstra sida låg amfiteatern som kunde ge plats åt 8 000 åskådare. Vid lägerstadens östkant fanns termerna samt tempelområdet.

### Kavallerikastellet
Kavallerikastellet byggdes under kejsar Domitianus (81-96) för en 500 man stor kavallerienhet. Kastellet uppfördes först i trä, men byggdes senare i sten. 

### Civilstaden
Civilstaden uppstod efter år 50 längs limesvägen mot Vindobona. Samhället upphöjdes till municipium av kejsar Hadrianus (117-138) och senare till colonia av kejsar Septimus Severus (193-211). Den av en stadsmur omgivna staden var 1100 meter gånger 550 meter stor. Söder om huvudgatan låg forum, norr därom termerna. En stor amfiteater för 13 000 åskådare låg ca 300 meter söder om staden. 
Utgrävningarna koncentreras på ett bostadsområde och ytterligare en badanläggning i stadens sydöstra del.

### Tempeldistriktet på Pfaffenberg
Pfaffenberg, en kulle med ett modernt stenbrott, är belägen öster om legionslägret. Där låg, något upphöjt, en helgedom som bestod av flera kultbyggnader och en liten amfiteater. Helgedomen var tillägnad Jupiter- och kejsarkulten. 

### Heidentor
Heidentor är resterna efter ett stort monument ca 900 m söder om civilstaden. Det är i dag regionens symbol. När det byggdes och vilken funktion det hade är fortfarande omstritt, men man antar att det var en triumfbåge som upprättades under Constantius II regentskap (350-363). 

## Arkeologiparken
Arkeologiparken omfattar hela utgrävningsområdet. Vissa byggnader rekonstrueras för att förmedla en upplevelse av det antika vardagslivet. De finns i den frilagda sydöstra stadsdelen som i dag är belägen i slottet Petronells slottspark. Dessutom kan termerna, de två amfiteatrar och Heidentor besökas. 
2006 påbörjades en omfattande omgestaltning av arkeologiparken med avseende på den planerade delstatsutställningen 2011. Inom ramen för den ska en hel stadsdel rekonstrueras för besökare. 
Föremål från Carnuntum visas på museet Carnuntinum i Bad Deutsch-Altenburg. 

## Litteratur

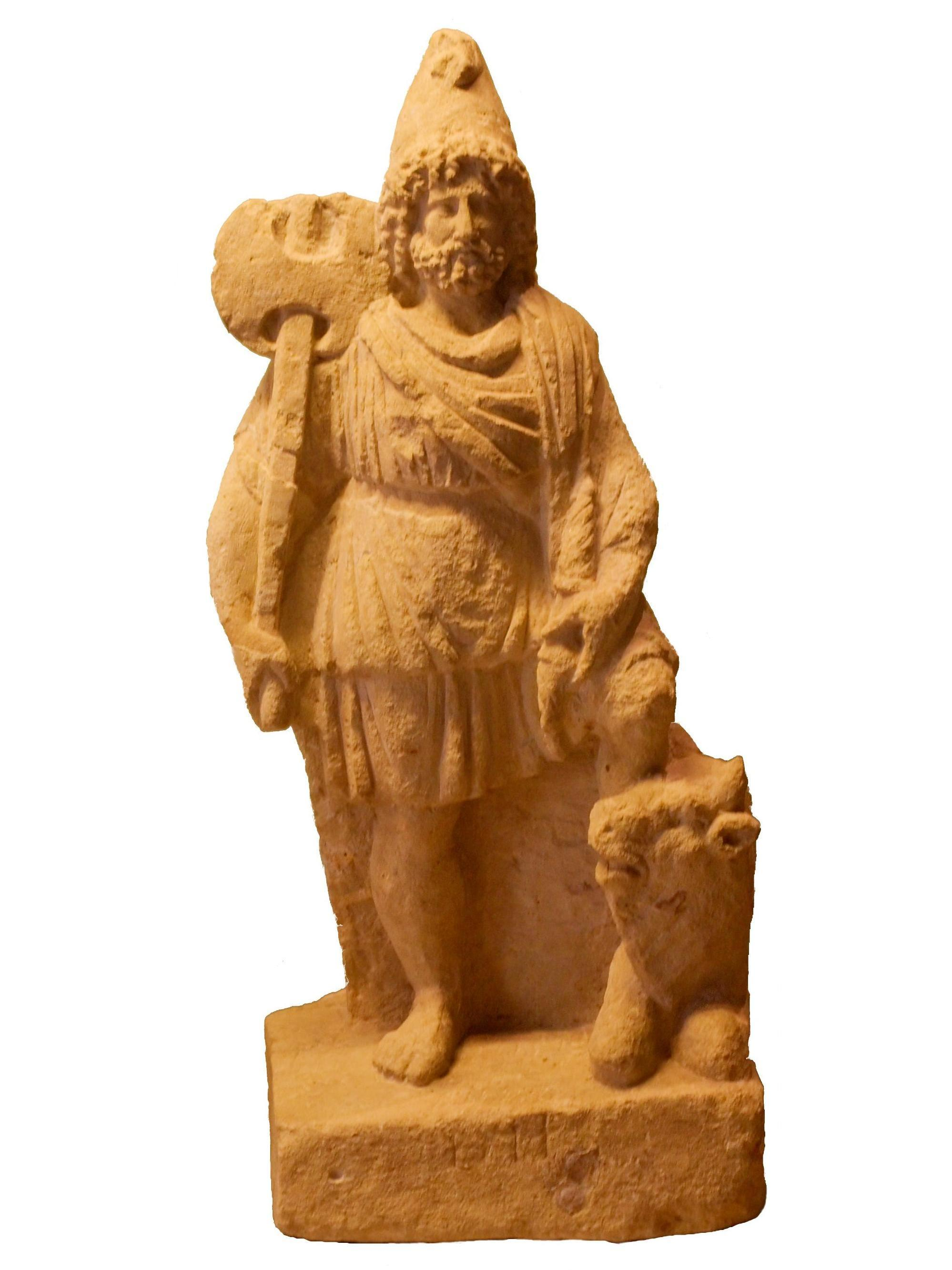
Staty av Jupiter Dolichenus i Carnuntums museum.